# Elisabetta al castello di Kenilworth
Personnages
- Elisabetta, Reine d'Angleterre (soprano)
- Fanny (Mezzo-soprano)
- Roberto, comte de Leicester (ténor)
- Amelia Robsart, l'épouse secrète du précédent (soprano)
- Waeney (baryton)
- Lambourne (basse)

Elisabetta al castello di Kenilworth est un opéra en trois actes composé par Gaetano Donizetti en 1829. Le livret, en italien, est d'Andrea Leone Tottola d'après le drame en 5 actes de Victor Hugo intitulé Amy Robsart et de Leicester. La Neige. Le valet de chambre, opéra-comique d'Eugène Scribe (1823). C'est le premier des opéras de Donizetti mettant en scène la reine Élisabeth Ire d'Angleterre. Les deux suivants s'intituleront respectivement : Maria Stuarda (1834) et Roberto Devereux (1837).
À son tour, Daniel Auber compose un autre opéra sur le même sujet, Leicester, ou Le château de Kenilworth (1823), d'après un roman de Walter Scott intitulé Kenilworth.
La Première d'Elisabetta al castello di Kenilworth a lieu au Teatro San Carlo de Naples le 6 juillet 1829.

## Distribution
| Rôle                                                                      | Registre      | Premiere, 6 juillet 1829 (Chef d'orchestre: Nicola Festa) |
| ------------------------------------------------------------------------- | ------------- | --------------------------------------------------------- |
| Elisabetta, Regina d'Inghilterra Élisabeth Ire, reine d'Angleterre        | soprano       | Adelaide Tosi                                             |
| Roberto, Conte di Leicester Robert Dudley, 1er comte de Leicester         | ténor         | Giovanni David                                            |
| Amelia Robsart Épouse secrète du comte de Leicester                       | soprano       | Luigia Boccabadati                                        |
| Warney Écuyer de Leicester                                                | ténor         | Berardo Winter                                            |
| Lambourne Servante du comte de Leicester                                  | basse         | Gennaro Ambrosini                                         |
| Fanny Servante d'Amelia                                                   | mezzo-soprano | Virginia Eden                                             |
| Chevaliers de la reine, domestiques de Leicester, gardes, soldats, peuple |               |                                                           |

## L'intrigue
L'action se déroule au Château de Kenilworth sous le règne d'Élisabeth Ire,
La reine doit rendre visite au comte de Leicester en son château. Leicester est un de ses favoris mais il a une jeune épouse en la personne d'Amelia Robsart dont il est amoureux. Craignant de déplaire à la reine, il demande à sa servante, Lambourne, de s'arranger pour cacher Amelia jusqu'au départ de la reine. La jeune femme est donc emmenée dans un petit réduit par Warney, écuyer du comte. Warney essaie de séduire l'épouse du comte et répand la nouvelle qu'elle a été placée à cet endroit car son mari ne l'aime plus. Amélia repousse les avances de l'écuyer et déchaîne le courroux de ce dernier.
Amélia s'échappe et tombe sur la reine dans un jardin secret. En pleurnichant, elle raconte à la reine ses ennuis avec Leicester dont elle pense qu'il l'a trahie. Furieuse, la reine demande une explication au comte et à son écuyer. Leicester révèle son mariage avec Amélia à la reine qui, en colère, le démet de ses fonctions.
Warney, toujours à la recherche d'une vengeance, essaye d'empoisonner Amélia mais sa tentative est déjouée par la fidèle Fanny, servante d'Amélia. Finalement, Élisabeth ordonne d'arrêter Warney, pardonne à Leicester et Amélia et approuve leur union à la grande joie de tous.

## Discographie

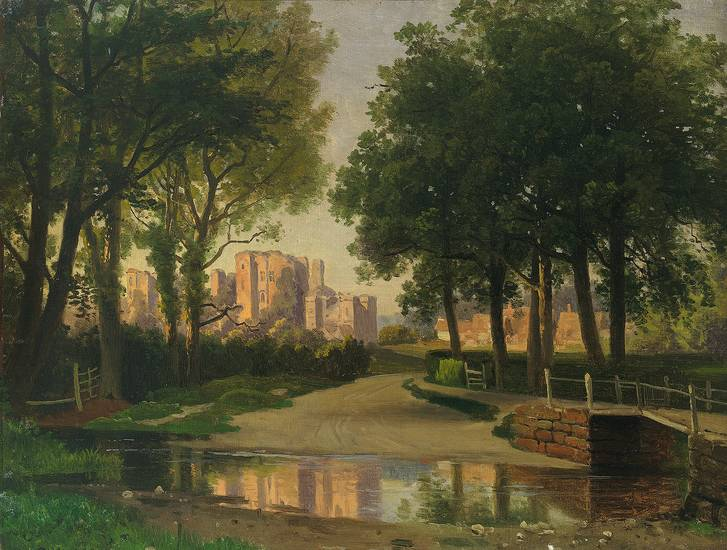
Château de Kenilworth peint en 1866

| Année | Distribution (Élisabeth Ire, Amelia Robsart, Leicester, Warney)          | Chef d'orchestre, lieu d'enregistrement et orchestre | Label                                        |
| ----- | ------------------------------------------------------------------------ | --- | -------------------------------------------- |
| 1977  | Janet Price, Yvonne Kenny, Maurice Arthur, Christian Du Plessis          | Alun Francis, Philomusica of London et l'Opera Rara Chorus (enregistrement d'une représentation au Collegiate Theatre de Londres dans le cadre du Camden Festival) | Audio CD: MRF Records Cat: MRF 143-S         |
| 1989  | Mariella Devia, Denia Mazzola (Gavazzeni), Jozef Kundlák, Barry Anderson | Jan Latham-Koenig, Orchestre et chœur de la RAI | Audio CD: Ricordi/Fonit Cetra Cat: RFCD 2005 |